# Тиберий Манилий Фуск
Тибе́рий Мани́лий Фуск (лат. Tiberius Manilius Fuscus; умер после 225 года) — римский государственный и политический деятель, ординарный консул в 225 году.

## Биография
Фуск происходил, по всей видимости, из Италии или западных провинций Римской империи, где были распространены преномен «Тиберий» и номен «Манилий».
В 191—193 годах Фуск был легатом XIII «Парного» легиона в Дакии. Затем, в 194 году, он стал первым наместником новообразованной провинции Финикийская Сирия и, вероятно, в 196 году заочно был назначен консулом-суффектом. После окончания гражданской войны 193—197 годов Фуск становится на сторону императора Септимия Севера. В 203 году назначается на должность магистра квиндецемвиров священнодействий, а в следующем году организовывает Секулярные игры. В 209/210 или 212/213 году Фуск находился на посту проконсула провинции Азия. В 225 году Фуск занимал должность ординарного консула; его коллегой по консулату стал Сервий Кальпурний Домиций Декстер.

## Семья
Известно, что супругой Тиберия Манилия являлась Флавия Поллитта, а его дочерью или сестрой была Манилия Луцилла, жена консула-суффекта 197 или 198 года Гая Цезония Макра Руфиниана.